# Nina Nicosia
Nina Nicosia (La Grange, Illinois, Estados Unidos; 2 de febrero de 2003) es una futbolista Estadounidense de Ascendencia Argentina. Juega de mediocampista en Pachuca de la Primera División de México.

## Trayectoria
Jugó para Chicago Magic, Chicago Inferno y el Eclipse Select Soccer Club En 2021 tuvo paso por Louisville Cardinals. donde jugó la segunda mitad de año con un total de 16 partidos con 3 goles y 4 asistencias. Fue transferida en el mercado de primavera de 2022 a Chicago Mustangs. En agosto de 2022, fue galardonada como la "Jugadora Ofensiva del Año" de la Conferencia Central luego de una temporada en la que se convirtió en una de las fuerzas de ataque más destacadas.
El 7 de marzo de 2020 fue convocada a la selección femenina sub-17. En abril de 2022 fue citada a representar el seleccionado sub-20 para disputar el Sudamericano de Chile.
El 6 de julio del 2023 ficha por el Pachuca de la Primera División de México.

## Estadísticas

### Clubes
| Club                   | País           | Año         |
| ---------------------- | -------------- | ----------- |
| Chicago Inferno        | Estados Unidos | 2016 - 2018 |
| Chicago Eclipse Select | Estados Unidos | 2018 - 2021 |
| Louisville Cardinals   | Estados Unidos | 2021 - 2022 |
| Chicago Mustangs       | Estados Unidos | 2022 - 2023 |
| Pachuca                | México         | 2023 - 2025 |

## Palmarés

### Campeonatos nacionales
| Torneo                       | Equipo  | País           | Año  |
| ---------------------------- | ------- | -------------- | ---- |
| Liga MX Femenil              | Pachuca | México         | 2025 |
| Campeón de Campeones Femenil | Pachuca | Estados Unidos | 2025 |

## Vida personal
Sus futbolistas favoritos son Lionel Messi y Alex Morgan. Su padre, Gustavo Nicosia, nacido en Chicago de padres argentinos, jugó profesionalmente en clubes de Argentina, Italia y Chicago, y es quien la acompaña y apoya en su proceso como futbolista. Pasó una semana en las instalaciones del Olympique de Lyon por el programa Generation Adidas.